# Odiliapeel
Odiliapeel (Brabants: De Piejel) is een kerkdorp in de Nederlandse gemeente Maashorst. Het dorp telde op 1 januari 2023 2.075 inwoners.

## Achtergrond/historie
Het dorp werd gesticht in 1922 en is ontstaan als een ontginningsdorp waar, zoals veel in de Peelstreek, turf werd gestoken. In de begintijd had het nog de naam Terraveen.
De herdoping van Terraveen in Odiliapeel is een gevolg van de kerkelijke organisatie van de zielzorg voor het nieuwe dorp. Terravener Bertus Coppens was een goede bekende van Hannes Donkers van de Hulstheuvel in Uden, en deze laatste had een broer bij de Kruisheren in Uden, Tinusbruur. En zo ging de zielzorg in Terraveen naar de Kruisheren. De Kruisheren hebben in Odiliapeel een rectoraat gesticht en een kerk gebouwd.
De beschermheilige van de Kruisheren is de heilige Odilia van Keulen, en dus werd zij patrones van de nieuwe dorpsgemeenschap. Op 5 mei 1930 besloot de gemeenteraad dat het nieuw ontgonnen gebied de naam Odiliapeel kreeg.

## Nabijgelegen kernen
| Nabijgelegen kernen | Nabijgelegen kernen | Nabijgelegen kernen | Nabijgelegen kernen | Nabijgelegen kernen |
| ------------------- | ------------------- | ------------------- | ------------------- | ------------------- |
| Uden                |                     | Zeeland             |                     | Mill                |
|                     |                     |                     |                     |                     |
| Volkel              | Boxmeer             |                     |                     |                     |
|                     |                     |                     |                     |                     |
|                     |                     | Venhorst Gemert     |                     |                     |

## Bezienswaardigheden

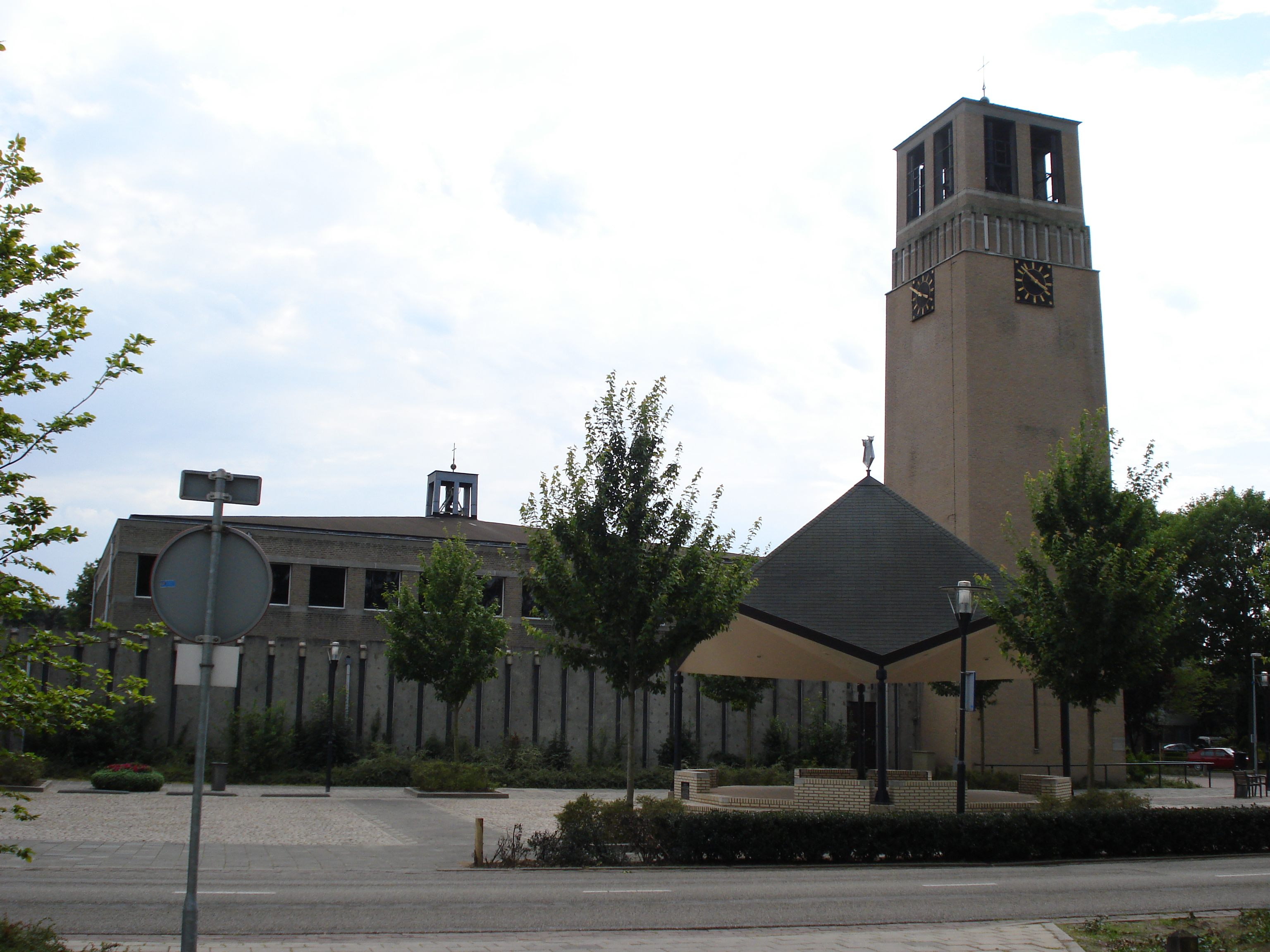
Kerk van de Heilige Kruisvinding

- De Kerk van de Heilige Kruisvinding is een kerk die is ontworpen door Jan de Jong volgens de filosofie van de Bossche School. In 2007 werd ze verrijkt met een drieluik van Hugo Brouwer dat afkomstig is uit de toen gesloopte Andrieskerk te Nuenen, ontworpen door dezelfde architect. De kerk is gebouwd in 1959. De eerste steen werd in 1958 gelegd.
- De Sint Odiliakapel is in 1995 gesticht door enkele inwoners van Odiliapeel en bevindt zich in het bos ten zuiden van de dorpskom.
- Het Oorlogsmonument op het einde van de Wolfstraat aan de bosrand is een bakstenen muur met daarin gedenkstenen die de namen bevatten van een aantal tijdens de Tweede Wereldoorlog gevallen militairen.

## Natuur en landschap
Odiliapeel ligt te midden van Peelontginningen, waaraan het dorp ook zijn ontstaan heeft te danken. Hier wordt veelal de intensieve veehouderij beoefend. Ten zuiden van het dorp strekt zich echter een fraai bos uit van 130 ha, dat bekendstaat als Boscomplex Odiliapeel en dat eigendom is van de gemeente Uden. Het is een gemengd ontginningsbos waarin men een enkele beuken- en eikenlanen kan aantreffen en waarin  een aantal wandelingen zijn uitgezet.
In het bos zijn ook nog overblijfselen van de activiteiten van de Duitsers die in de buurt een vliegveld hadden, de tegenwoordige Vliegbasis Volkel die zich onmiddellijk ten noorden van het dorp bevindt.

## Activiteiten
Jaarlijks wordt er de Schapendag gehouden, dit is een grote braderie waar elke keer weer veel mensen op af komen.
Op de braderie kunnen bezoekers zien hoe schapen beoordeeld en geschoren worden. Ook worden volop oude beroepen gedemonstreerd, zoals het schaapscheren, het wolspinnen, pottenbakken en rietvlechten.

## Trivia

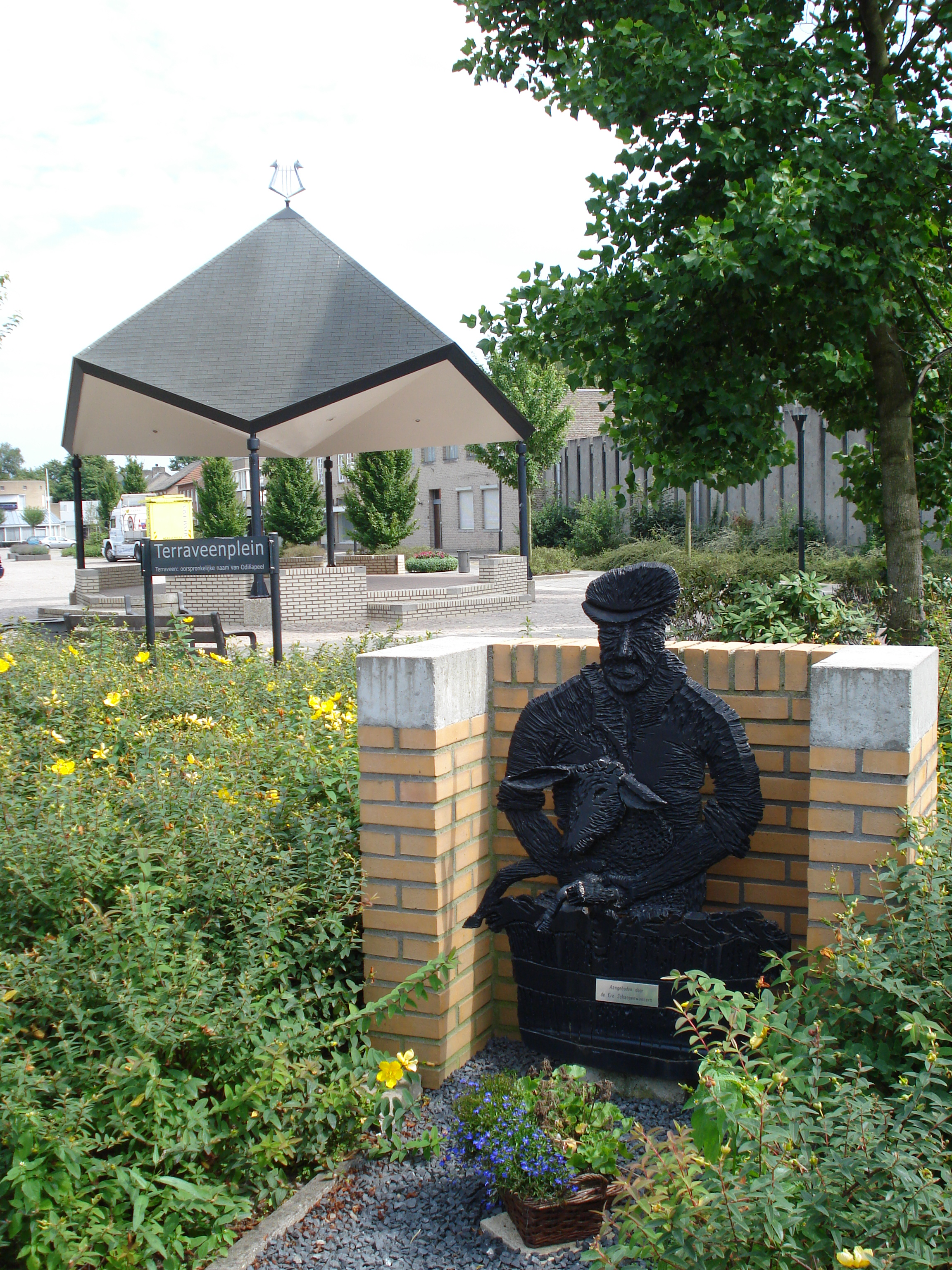
Odiliapeel, Terraveenplein, standbeeld 'de schaopenwaeser'

Tijdens de carnavalstijd heet Odiliapeel Schaopenwaesersland en de inwoners zijn 'schaopenwaesers' (schapenwassers) en 'schaopenwaeserinnekes'.
De ereleden van de lokale carnavalsvereniging hebben een standbeeld aangeboden aan de carnavalsvereniging. Het beeld, 'de schaopenwaeser' is gemaakt door Gerrit Jacobs, en is te bezichtigen op het Terraveenplein, bij de kiosk.

## Geboren in Odiliapeel
- Gerrit Braks (1933-2017), politicus (CDA)
- Elle van Rijn (1967), actrice en schrijfster
- Nona van der Wansem (1993), zangeres